# Uniforme

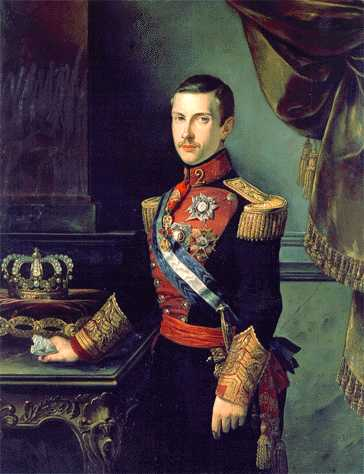
Don Francisco de Asís de Borbón en uniforme militar español

Un uniforme (del latín «uniformis») es un conjunto estandarizado de ropa usado por miembros de una organización mientras participan en la actividad de esta.
En las religiones, ha sido habitual desde los comienzos de la historia el uso de uniformes para sus miembros activos. Otros ejemplos tempranos son los uniformes de ejército, incluyendo a los del imperio romano y otras civilizaciones. 
En la era moderna, los uniformes son utilizados por las fuerzas armadas y por organizaciones paramilitares, como la policía. También son usuales en servicios de emergencia, guardias de seguridad, lugares de trabajo y escuelas, y entre los internos de una cárcel. En algunos países incluso otros empleados usan uniformes de su especialidad; es el caso del servicio público de salud de los Estados Unidos o los prefectos franceses.

## Uniformes de servicio y de trabajo

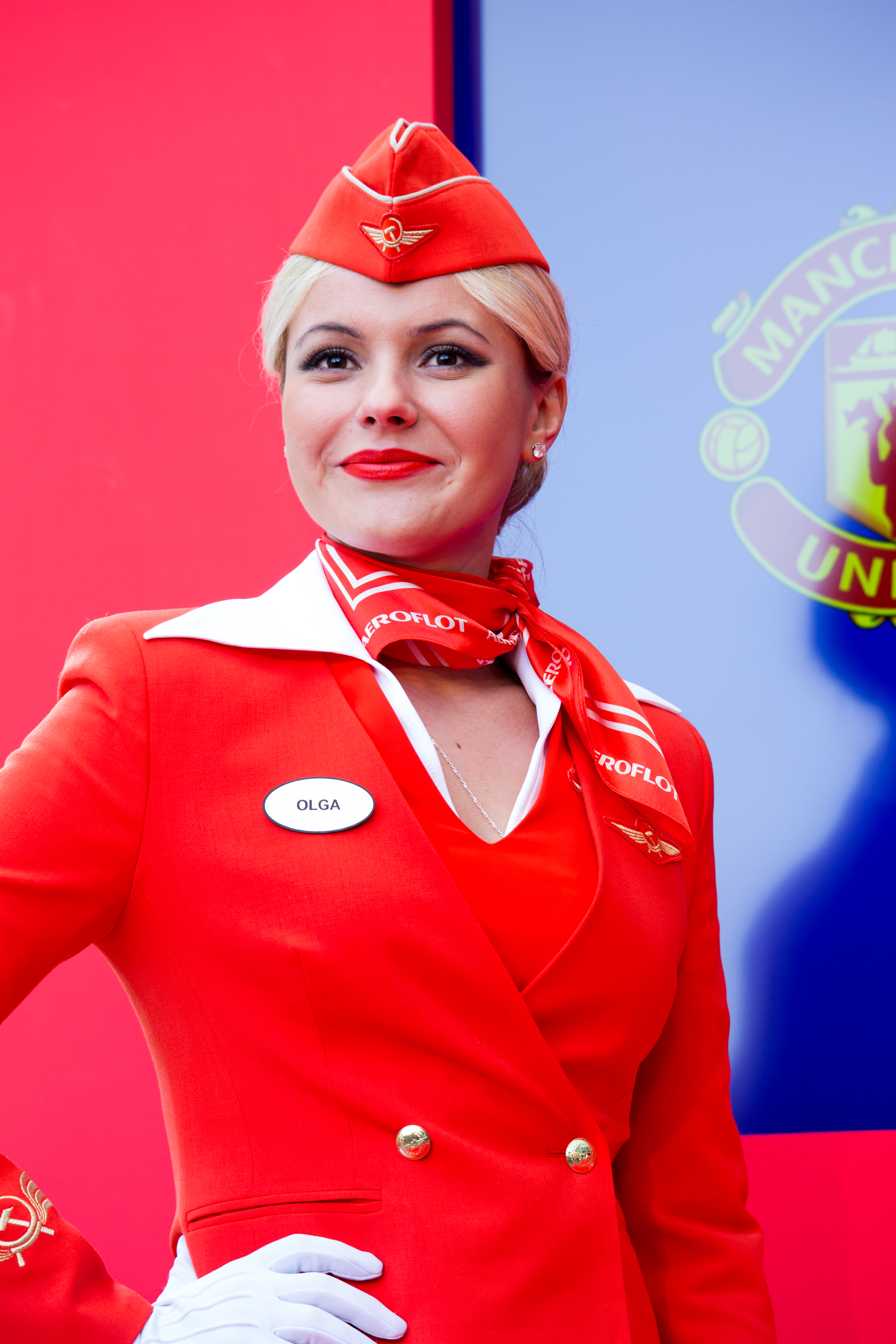
Azafata de Aeroflot con uniforme corporativo

Los empleados de las empresas y el gobierno de muchos países a menudo utilizan uniformes o vestimenta corporativa de una clase u otra. Entre las profesiones que los usan con gran frecuencia podemos mencionar vendedores, bancos y correos, aerolíneas, agencias de turismo, establecimientos gastronómicos, bares, hoteles, sistema de salud pública y privada y muchos otros.
El uso de uniformes por parte de estas empresas es generalmente un esfuerzo publicitario y de desarrollo de una imagen corporativa. El primer uniforme de servicio, registrado con una patente en los Estados Unidos, bajo el registro N.º 762.884, fue la conejita Playboy.
Los uniformes en el siglo XXI se han convertido en una necesidad para las empresas debido a la gran competencia que enfrentan. El uso de uniformes por parte de sus empleados constituye una forma de comunicar la seriedad y presencia de la organización y de ofrecer certidumbre y confianza a sus clientes.
Muchas veces los uniformes se bordan con el logotipo institucional para que, a la vez, funcione como reforzamiento de marca. Los colores institucionales son frecuentemente resaltados en los colores de las telas de los uniformes.
Desde la segunda década del siglo XXI los uniformes de servicio y trabajo han ido mejorando y adaptándose a las tendencias del mercado, incluida la innovación en la ropa laboral incorporando sistemas como luces led a diferentes prendas, sensores biomédicos o exoesqueletos para facilitar el trabajo de los empleados.
En otras palabras, el uso de uniformes por parte de los empleados  ayuda a la empresa a realizar la venta de sus productos o servicios. Es decir, el uniforme no se usa tan solo como ropa de trabajo, sino que ha pasado a ser parte de la imagen corporativa y la estrategia de mercadotecnia empresarial.
El ‘’Jean’’, también llamado blue jean o vaquero, prenda de vestir icono del estilo estadounidense de alto y común uso en nuestros días, fue inventado por Jacob Davis, un sastre emigrante americano que estaba tratando de crear un pantalón de trabajo resistente; usó una mezclilla de lienzo marrón de algodón y tela vaquera azul para los trabajadores de la línea ferroviaria y algunos leñadores. Posteriormente se asoció con Levi Strauss, un rico fabricante de telas de quien adquiría la tela vaquera Pantalón vaquero para fabricar en cantidad esta prenda por la alta demanda, adicionándole este último el uso de remaches para reforzar las costuras, y finalmente recibieron la patente No 139 en el año 1873 para Levis Strauss Co. Levi Strauss & Co.
Podemos mencionar en términos generales tres grandes categorías de uniformes de trabajo o servicio:
1. Uniformes para trabajo rudo. Aquí podemos encontrar pantalones tipo dockers, camisas de gabardina, overoles y ropa de mezclilla y de protección resistente al ácido, cloro, detergentes, descargas eléctricas y raspones metalmecánicos.
2. Uniformes para hospitales. En esta subcategoría caen los uniformes para el personal médico y enfermeras, tales como batas de laboratorio, pantalones de algodón 100%, conjuntos de cirugía lavables, uniformes desechables de cirugía, filipinas y blusas para enfermeras, cofias y otros.
3. Uniformes para la industria hotelera y gastronómica. Los más comunes en esta categoría son los uniformes para cocineros, como las filipinas para chef, pantalones en diversos modelos y dibujos para cocinar, zapatos antideslizantes, gorros de papel y tela, redecillas para el cabello, ropa para meseros, bármanes, camaristas, botones y hasta para jardineros.

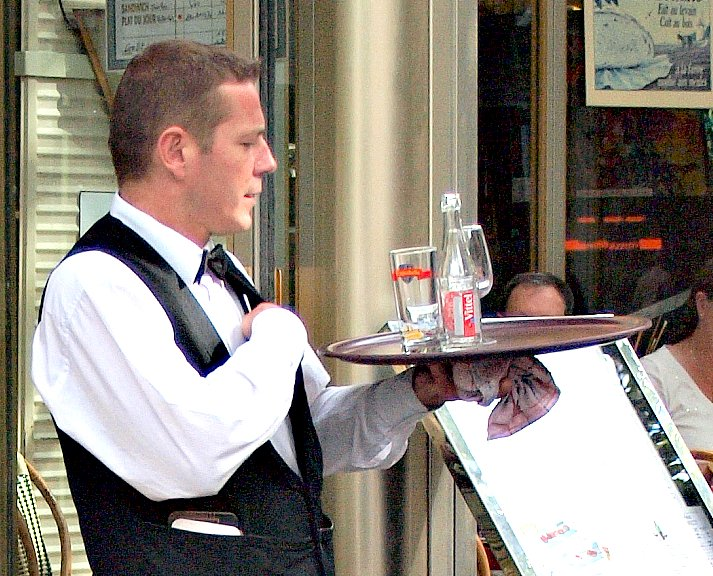
Camarero
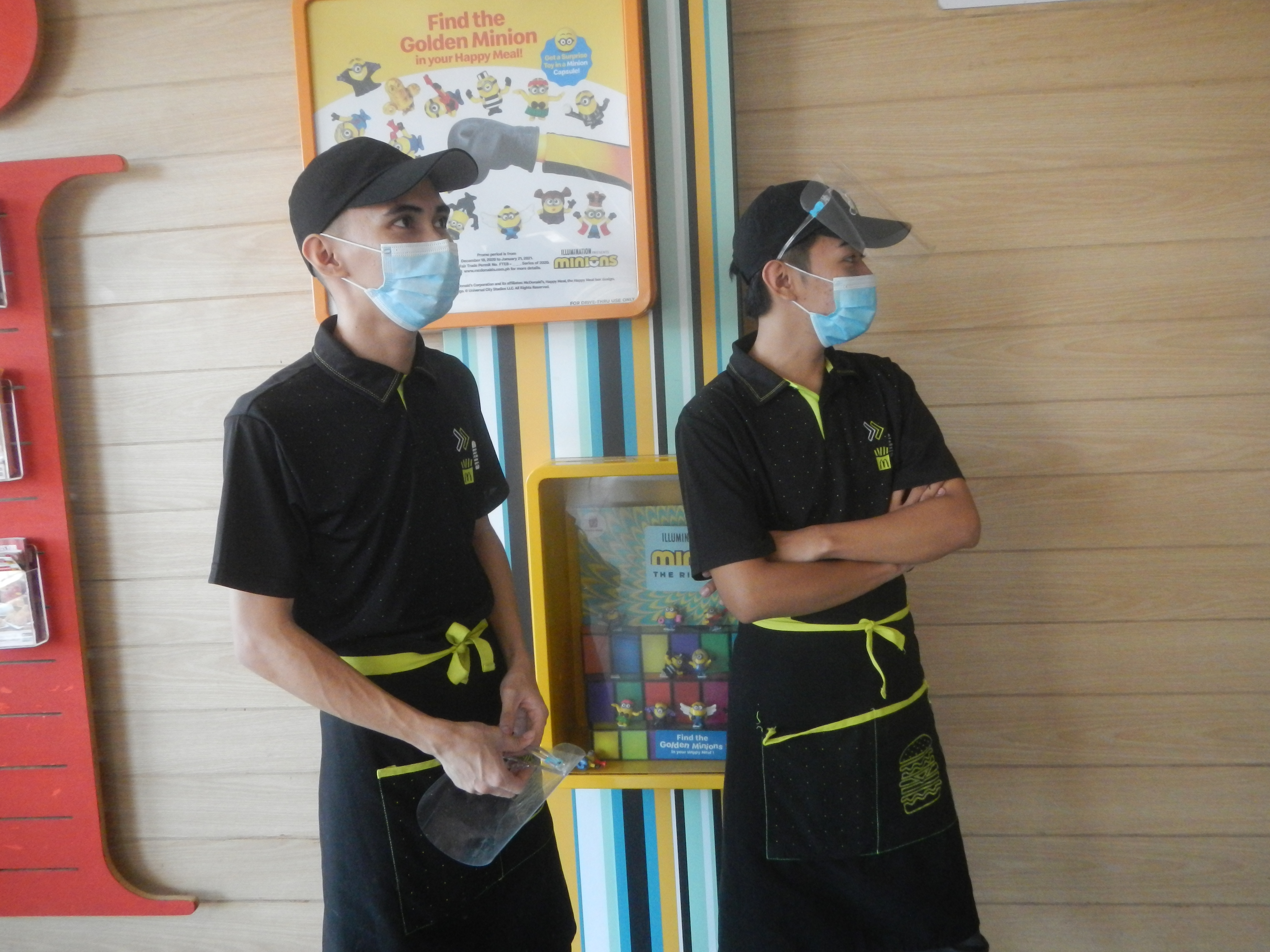
Empleados de McDonald's
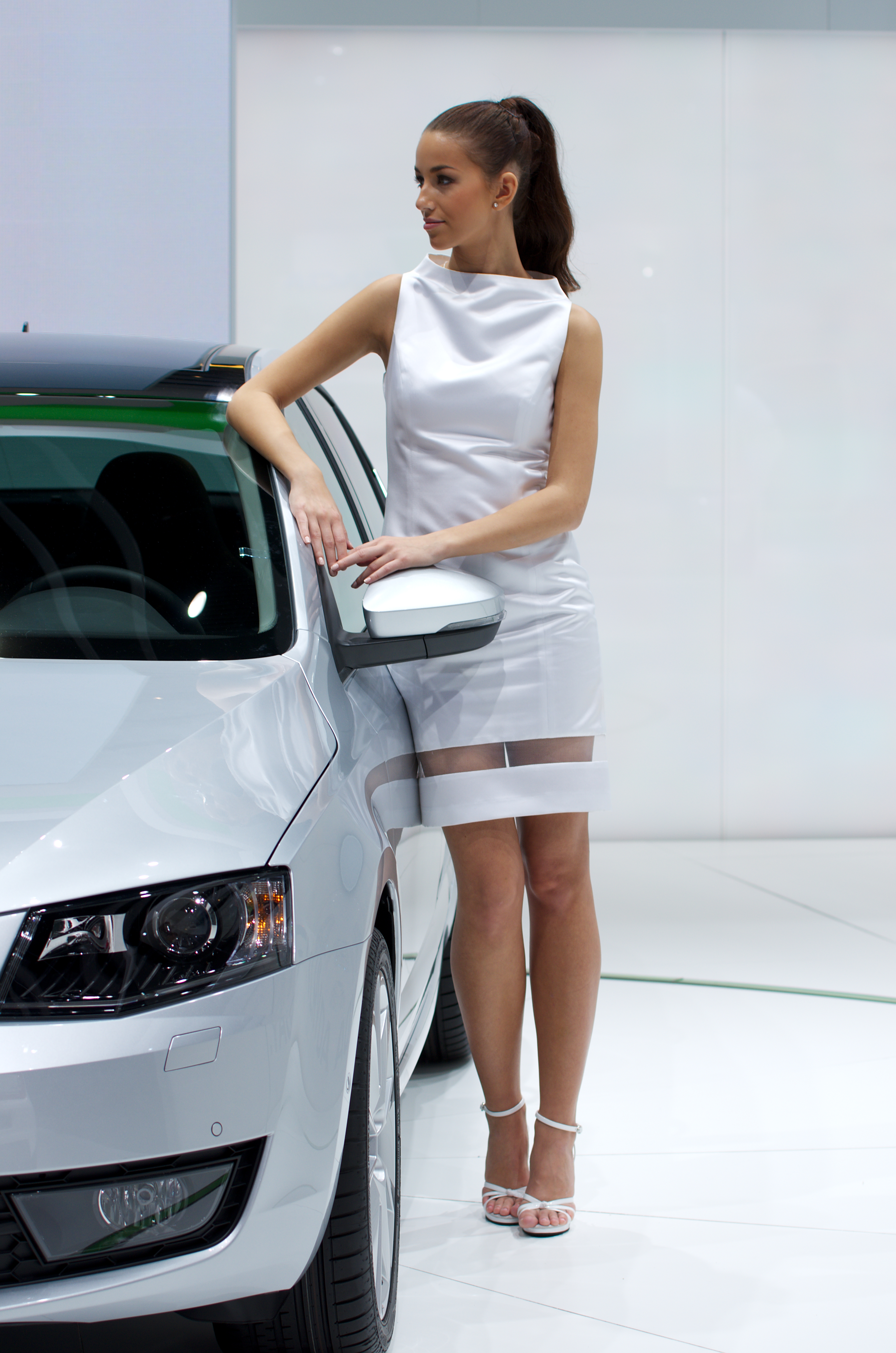
Azafata de congresos
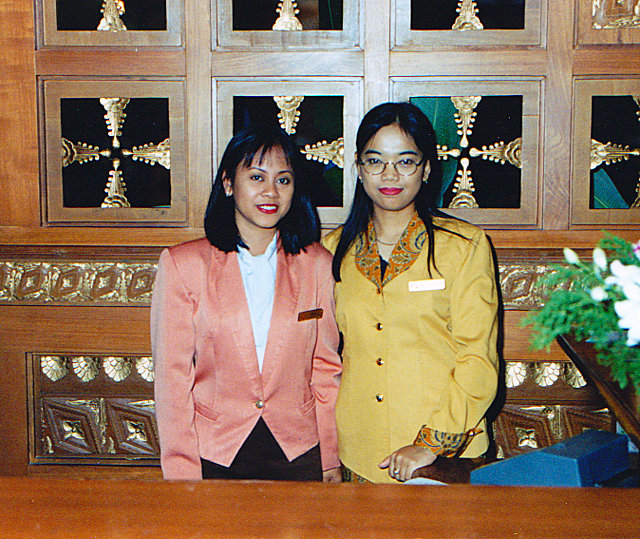
Recepcionistas de hotel en Yakarta
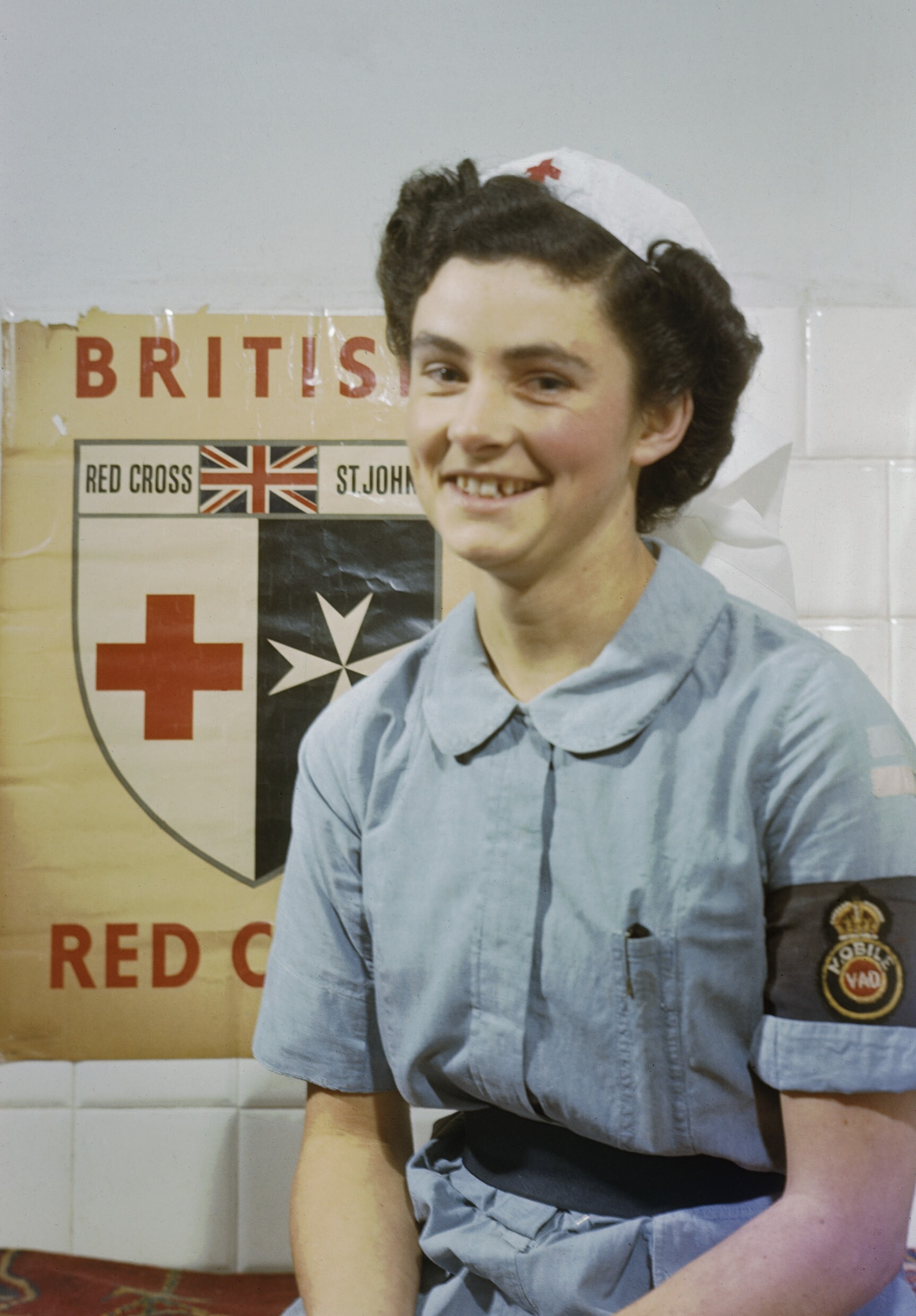
Enfermera en la Segunda Guerra Mundial
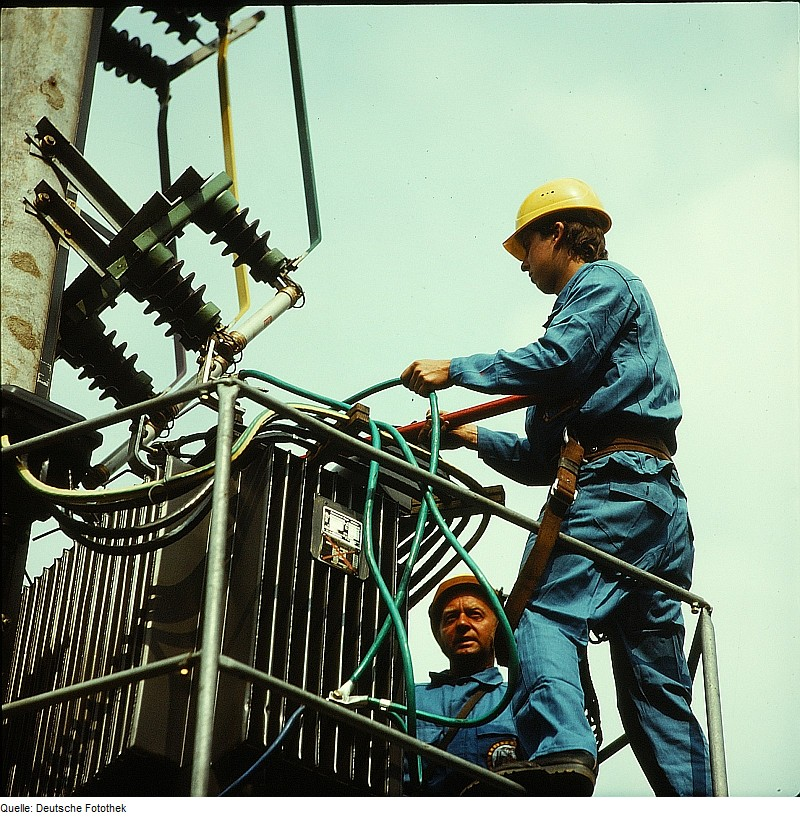
Electricistas con uniforme de trabajo

## Uniforme escolar

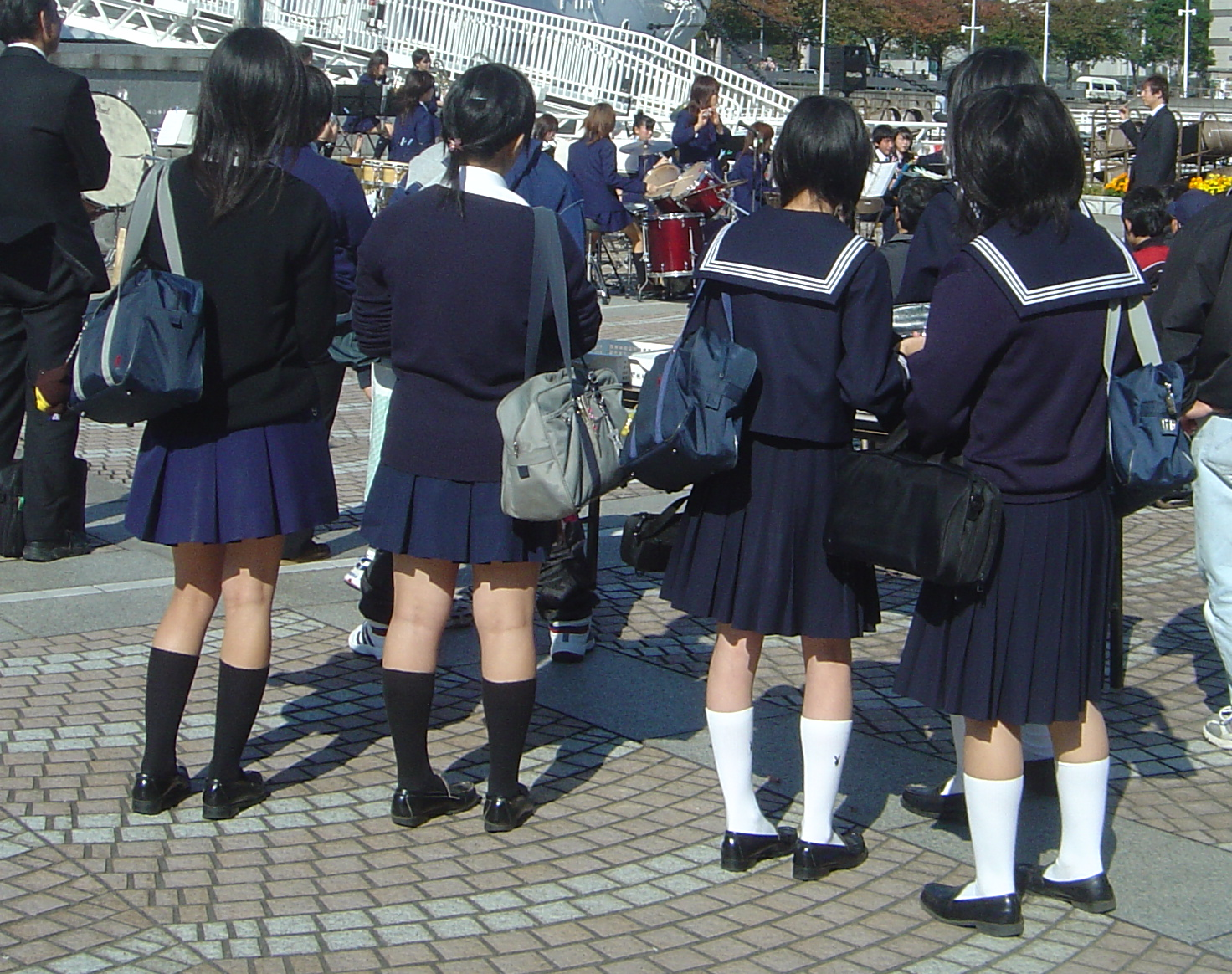
Uniforme escolar

En algunos países existe la obligación de uniforme en la escuela. En la mayoría de los países europeos, los alumnos y profesores van con ropa "normal". Los uniformes varían desde una camisa estándar hasta rigurosas especificaciones de todos los componentes de la vestimenta, especialmente en los colegios privados. 
Entre los países con uniforme escolar obligatorio se encuentran India, Corea, Cuba y el Reino Unido. En algunos países el tipo de uniforme varía mucho entre las distintas instituciones, pero en el Reino Unido la mayoría de los alumnos menores de 16 años usan una chaqueta formal, corbata y pantalones los varones, y ropas igualmente formales las mujeres.
Esto también se da en el caso del Uniforme escolar japonés.

## Uniformes militares y de fuerzas de seguridad
En el caso de los uniformes usados por personal militar o de seguridad, existen por lo general varios tipos:
- Uniformes de batalla u operaciones
- Uniformes de fajina para el uso diario, donde las medallas ganadas son generalmente reemplazadas por barras.
- Uniformes de gala, utilizados en ceremonias oficiales, recepciones y otras ocasiones especiales, en las que se usan las medallas.

Los uniformes de estas categorías incluyen además las señales del rango jerárquico militar, mediante galones o jinetas.

## Uniformes religiosos o hábitos
Los miembros de comunidades religiosas, ya sean estos consagrados o no, suelen usar vestimentas particulares que los distinguen de manera habitual o durante celebraciones cultuales o litúrgicas. En la Iglesia católica cada Orden o Congregación religiosa portaba un hábito distintivo, aunque después del Concilio Vaticano II muchas de ellas dejaron de utilizar los hábitos tradicionales.

## Otros uniformes

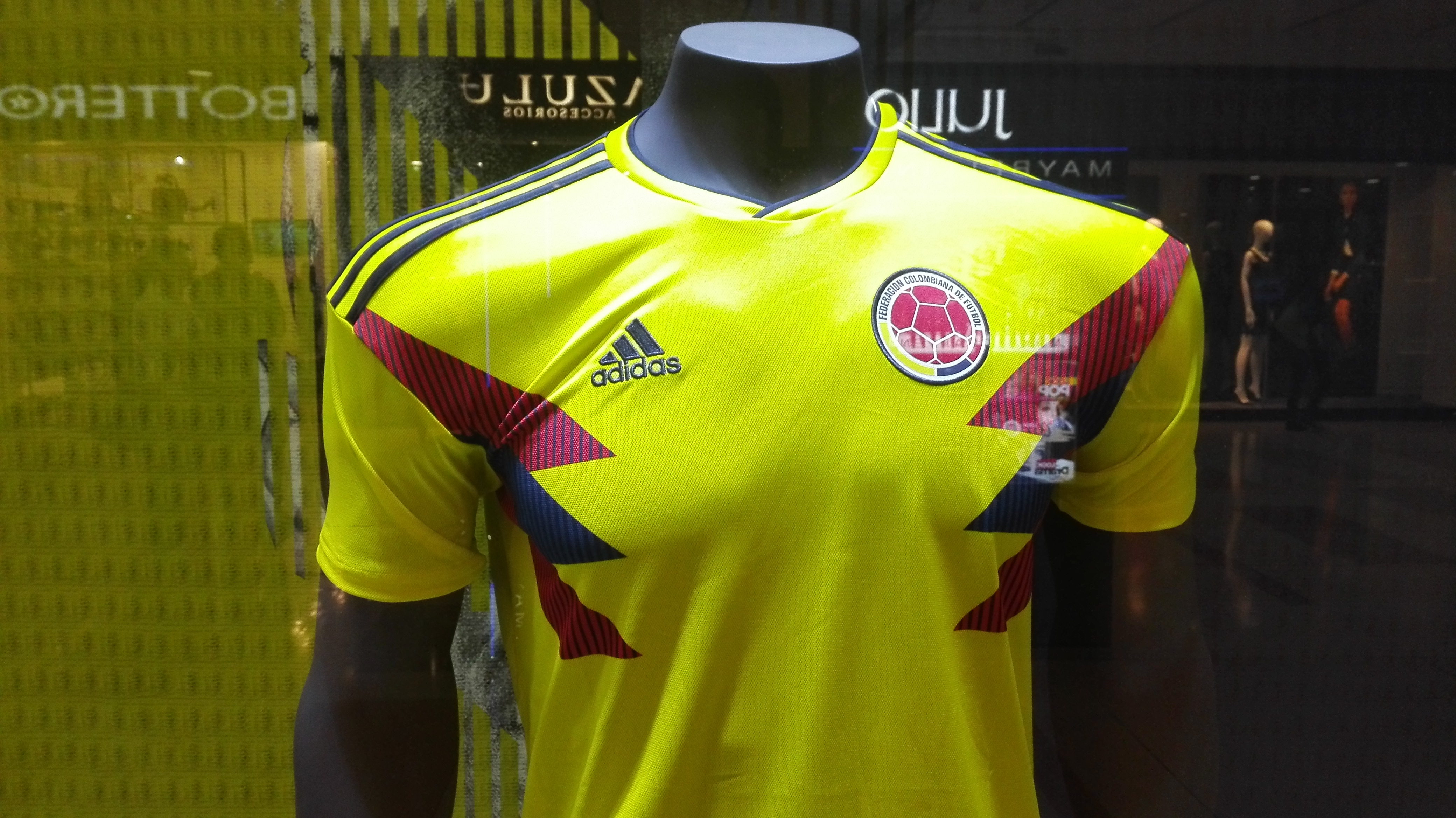
Camiseta de la selección de fútbol de Colombia en 2018

- En el servicio doméstico se requiere a menudo el uso de uniformes. Normalmente están compuestos por bata y delantal.
- En el ámbito laboral hacemos referencia a la ropa de trabajo o vestuario laboral adaptada a las labores de un determinado sector profesional.
- Puede(n) ser también las indumentarias usadas por equipos deportivos (camisetas, pantalones, medias, camisas, etc.) representativas de un país o de una región, municipio o un club.